# Andreas Laurentii Björnram
Andreas Laurentii (mit dem Adelsnamen Björnram; * 1520 (nach älteren Angaben); † 1. Januar 1591) war ein schwedischer lutherischer Theologe und von 1583 bis zu seinem Tod 1591 Erzbischof von Uppsala.

## Leben
Andreas Laurentii war ein Sohn des schwedischen Feldherrn und Staatsrats Lasse Olsson (auch Lars Olofsson; † 1572). Über seine Mutter Anna Grubb gehörte er zu der weitverzweigten Familie Bure und führte bisweilen auch den Beinamen Bothniensis Bureus. Über Björnrams frühe Jahre ist wenig bekannt. Der erste sichere Nachweis findet sich bei der Immatrikulation an der Universität Rostock im Juni 1556; er dürfte jedoch schon vorher in Schweden studiert haben.
Aufgrund von Protektion durch König Erich XIV. wurde Andreas Laurentii 1561 (anscheinend schon bald nach seiner Rückkehr aus Rostock) zum kyrkoherde (Hauptpastor) in Umeå ernannt. 1570 wechselte er in gleicher Eigenschaft nach Gävle, wo er zugleich als Propst für Gästrikland amtierte. Da er von König Johann III. für einen Unterstützer seiner Pläne zur Umformung der lutherischen Kirche in humanistisch-reformkatholischem Sinne gehalten wurde, ernannte dieser ihn im August 1576 zum Superintendenten im Bistum Växjö. Der König ordnete auch an, dass er 1577 zum Bischof geweiht wurde. In seinem Bistum machte Andreas Laurentii wenig Anstalten zur Durchsetzung der umstrittenen königlichen Agende von 1576 („Röda Boken“), opponierte aber auch nicht dagegen. So wurde er 1583, nach dem Scheitern der Verhandlungen des Königs mit dem Heiligen Stuhl, in das seit 1579 vakante Amt des Erzbischofs von Uppsala berufen und am 8. September feierlich eingeführt.
In diesem Amt trat Andreas Laurentii nun energisch für die Agende ein, auch gegen den Widerstand der streng lutherisch gesinnten Mehrheit der Pfarrerschaft. Mit dem im Exil lebenden Abraham Angermannus, seinem späteren Nachfolger, wechselte er einige Streitschriften. Auf der anderen Seite trat er gegen die gegenreformatorischen Strömungen ein, die auch nach der Ausweisung des Jesuiten Laurentius Nicolai Norvegus („Klosterlasse“) 1580 aus Stockholm anhielten, und rief auf Visitationen zum Festhalten an der Lehre Luthers auf. Den Zeitgenossen galt er als Opportunist; Nils Ahnlund charakterisierte ihn jedoch als „eher ein Mann des Friedens als des Streits“ („Mera en fridens än en stridens man“) und machte seine Ablehnung der Gnesiolutheraner für seine vermittelnde Haltung verantwortlich. Nach seinem Tod besetzte der König den erzbischöflichen Stuhl zunächst nicht wieder. Erst nach Johanns Tod wurde 1593 auf der Synode von Uppsala (Uppsala möte) sein alter Widersacher Angermannus zum neuen Erzbischof gewählt.
Andreas Laurentii ist, wie die meisten seiner Vorgänger und Nachfolger, im Dom zu Uppsala begraben. Er war in erster Ehe mit Anna Mikaelsdotter verheiratet, in zweiter mit Margareta Phase, der Witwe seines Vorgängers Laurentius Petri Gothus und Tochter des ersten lutherischen Erzbischofs Laurentius Petri.